# بل داد رحمان
بل دادرحمان (بالفارسية: بل دادرحمان) هي قرية تقع في قسم باهوكلات الريفي (مقاطعة تشابهار) في إيران. يقدر عدد سكانها بـ 282 نسمة بحسب إحصاء 2016.